# Andri Silberschmidt
Andri Silberschmidt (Zurigo, 26 febbraio 1994) è un imprenditore e politico svizzero con cittadinanza tedesca del PLR.I Liberali Radicali (PLR). Dal 2019 è membro del Consiglio nazionale per il Canton Zurigo.

## Biografia
Presentatosi alle elezioni federali del 2019, venne eletto Consigliere nazionale per il Canton Zurigo con 60 538 voti, ventottesimo tra i candidati eletti più votati del cantone. Anche alle elezioni federali del 2023 venne confermato risultando il ventesimo più votato con 80 724 preferenze.